# Cyclohexanon
Cyclohexanon is een organische verbinding met een ketonfunctie, die veelal gebruikt wordt als grondstof voor caprolactam, schoensmeer, verfindustrie, nylon 6 (polycaprolactam) en als oplosmiddel.
Het is een kleurloze, olieachtige vloeistof met een acetongeur. Cyclohexanon is enigszins oplosbaar in water (5 tot 10 g/100 ml) en goed oplosbaar in de normale organische oplosmiddelen.

## Synthese
Cyclohexanon wordt gevormd door fenol (hydroxybenzeen) te hydrogeneren tot cyclohexanol, dat daarna geoxideerd wordt met salpeterzuur:
Industrieel wordt cyclohexanon ook bereid door de oxidatie van cyclohexaan. De oxidatie levert een mengsel op van cyclohexanon en cyclohexanol (en verder een aantal onzuiverheden: aldehyden, ketonen en andere alcoholen). Het cyclohexanol kan in een verdere stap geoxideerd worden tot cyclohexanon, bijvoorbeeld met natriumdichromaat in geconcentreerd zwavelzuur: